# ケプラー37b
ケプラー37b (Kepler-37b) とは、地球から見てこと座の方向に約210光年離れた位置にある恒星ケプラー37を公転する太陽系外惑星の1つである。2013年現在発見されている中で、直径と質量が共に最小の太陽系外惑星であり、地球の月より若干大きい程度である。

## 軌道の性質
ケプラー37bは、ケプラー37にて発見されている3個の惑星のうち、最も内側を公転する惑星である。ケプラー37からの距離はわずか1501万km (0.1003AU) である。これは水星より内側の軌道であり、わずか13日8時間48分55秒でケプラー37の周りを1回公転する。

## 物理的性質
| 月 | ケプラー37b |
| -- | ----------- |
| 月 | Exoplanet   |

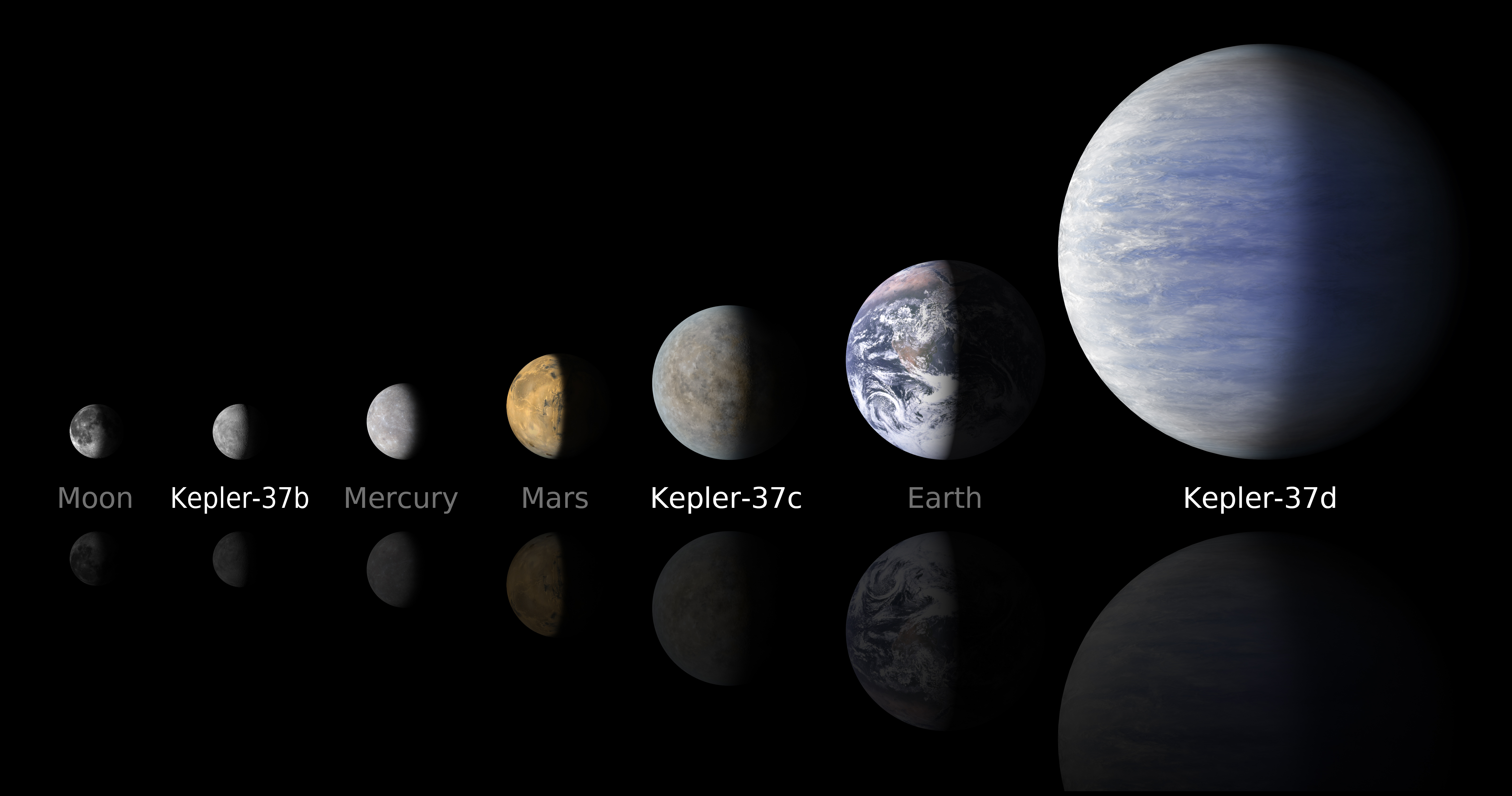
月、ケプラー37b、水星、火星、ケプラー37c、地球、ケプラー37dの大きさの比較。

ケプラー37bはトランジット法で発見された太陽系外惑星であり、ケプラー37の手前を通過する際の減光度で惑星の大きさが推定できる。ケプラー37bの通過により、ケプラー37の明るさは0.0119%減少する。このことから、ケプラー37bの直径は、わずか地球の0.303倍しかない天体であることが分かった。これは発見されている中で最小の太陽系外惑星である。これまでの記録は、ケプラー42dの0.57倍であった。ケプラー37bの直径はメートル法にして3870kmであり、太陽系の中で最も小さな惑星である水星の4879.4kmよりも小さく、月の3474.3kmより若干大きい程度である。この程度の明るさの変動は恒星そのものの明るさの変動でも説明されることがあるが、ケプラー37は変光のほとんどない恒星であるため、検出が可能であった。
ケプラー37bは、先述のとおりケプラー37から極めて近い距離にあるため、ケプラー37自身は太陽より若干表面温度が低いものの、ケプラー37bの表面温度は427℃ (700K) もある。これは亜鉛を溶かすのに十分な温度であり、また弱い重力とケプラー37からの強い放射により、水星と同じく大気も存在しないと考えられ、地球で考えうる生物は存在できない。
ケプラー37bの質量は地球の0.01倍以上であると推定されている。これは、発見されているなかで最小の質量をもつ太陽系外惑星である。これまでの記録は、PSR B1257+12 Aの0.020倍であった。

## 観測の意義
ケプラー37bの大きさは極めて小さいが、発見に成功したことは、今までに巨大な惑星が恒星のすぐそばを公転するような星系にも、小さな惑星が存在することを示しているという。
ケプラー37bの直径を推定するには、通過するケプラー37自体の大きさの測定も必要であるが、これは恒星内部の対流運動で発生する音波を測定し、内部構造を調べる星震学的手法で調べられた。従来は太陽の2倍以上の大きさの恒星に適用された手法であるが、ケプラー宇宙望遠鏡の精密な測定により、太陽と比較して直径が0.770倍、質量が0.803倍のケプラー37にも適用できた。